# 源聖寺
源聖寺（げんしょうじ）は、大阪府大阪市天王寺区下寺町にある浄土宗の寺院。山門及び庫裏が国の登録有形文化財となっている。

## 歴史
山号は東営山、院号は西岸院、宗派は浄土宗、本尊は阿弥陀如来。松屋町筋の天王寺区下寺町東側に並ぶ24寺の北から5番目。南側には天王寺七坂の一つ、「源聖寺坂」がある。
当寺の初代は、現在の岩手県出身の深蓮社遠誉上人荷公和尚といい、1596年 (慶長元年) に西成郡寺嶋 (現在の西区九条あたり) に草庵を結び、その寺名を東営山西岸寺としたのが始まりとされる。

## 文化財

### 登録有形文化財
平成20年 (2008年) 7月8日、以下の2点が登録有形文化財となった。
- 山門 - 江戸時代末期建築。木造、間口3.2 m。松屋町筋に西面する一間薬医門。潜り付の袖塀を両脇に付ける。男梁上に三斗組を置き、虹梁及び桁を高くし、鏡天井を張る。妻は虹梁蟇股、軒は二軒繁垂木で、屋根は切妻造本瓦葺とする。大型の薬医門で、蟇股や虹梁など彫りの深い絵様になる。
- 庫裏 - 江戸時代中期建築。南面入母屋造、北面切妻造の本瓦葺きで、大棟南寄りに切妻造の煙出を付ける。正面中央東寄りに庇を掛け、戸口とする。方柱で、柱上に舟肘木を載せ、妻は虹梁大瓶束。

### 大阪市指定有形文化財
- 木造地蔵菩薩立像 - 像高89.4 cm。彫眼像で古色仕上げに截金を施す。構造は内刳りのない一木造で、両手首と両足先を除いて全て共木で彫出するという古様を示しているが製作年代は13世紀、鎌倉時代と考えられる。目尻の上がった意志的な表情を示す。張りのある面部は小振りの体躯に比べると少し大きめであり、起伏と抑揚のある衣文を持つ[2]。

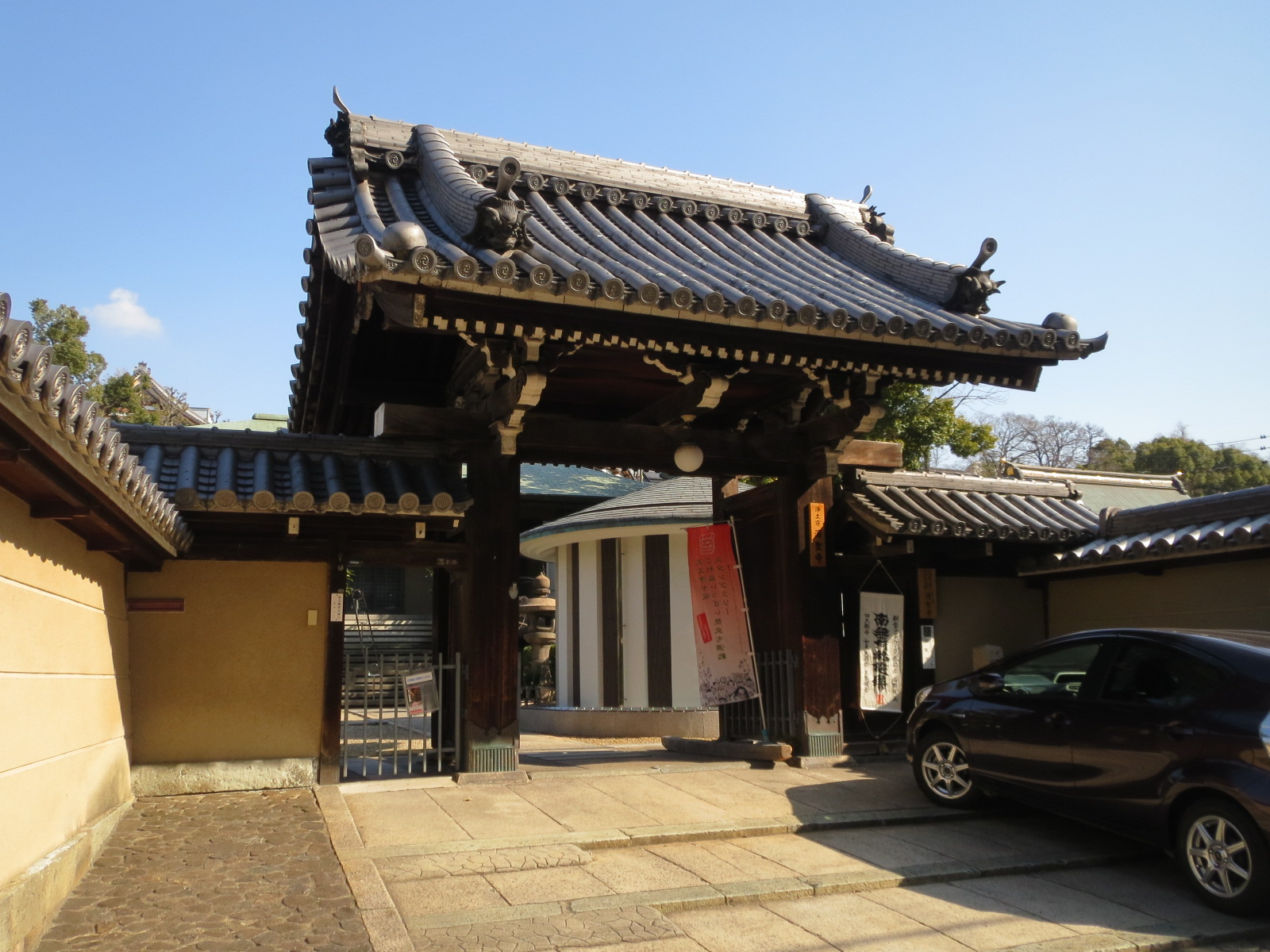
山門
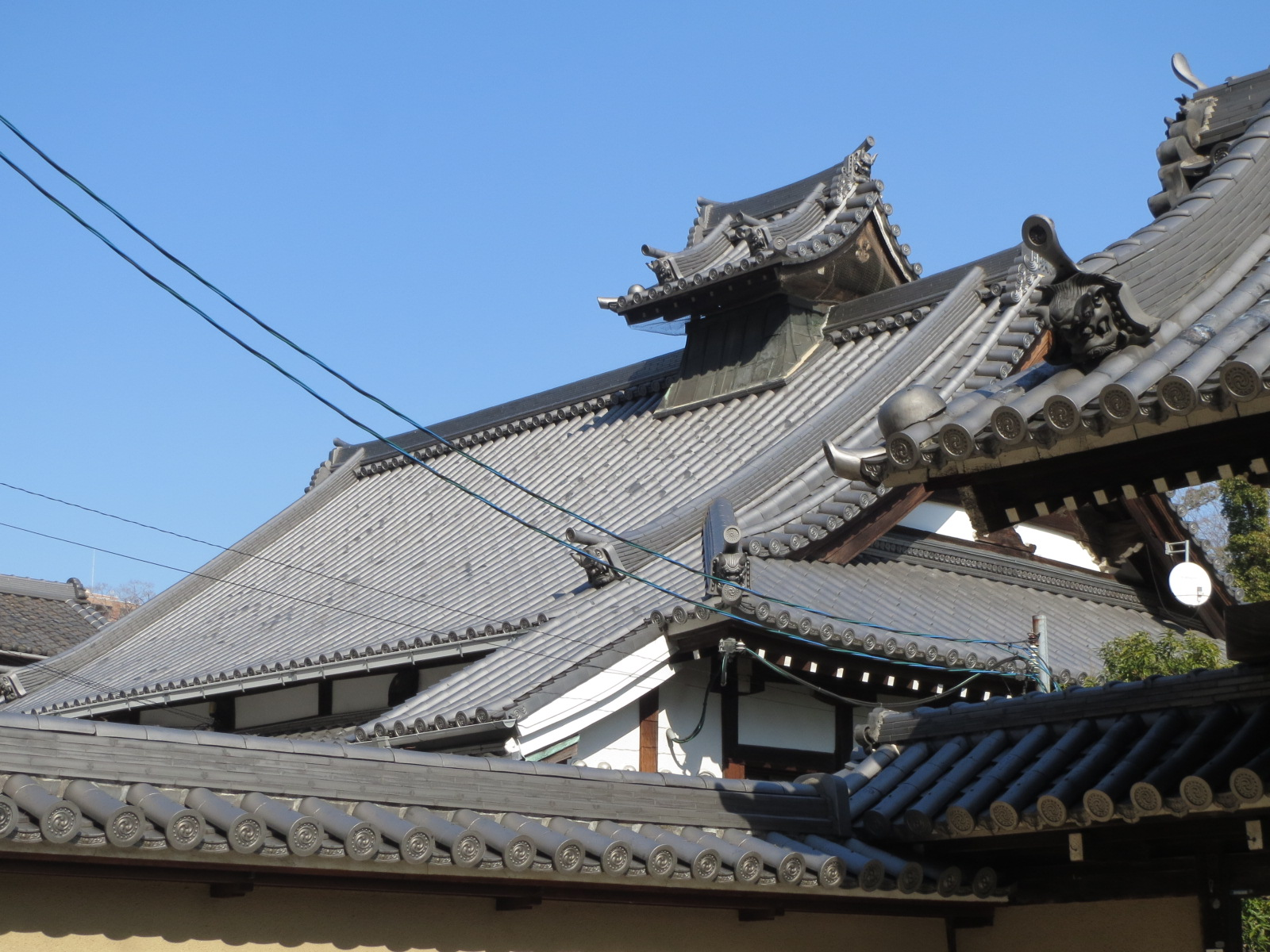
庫裏

## 交通
- 谷町線四天王寺前夕陽ヶ丘駅、谷町九丁目駅から徒歩12分